# Келераші
Келераші (рум. Călărași) — місто у повіті Келераш в Румунії, що має статус муніципію.
Місто розташоване на відстані 101 км на схід від Бухареста, 104 км на захід від Констанци, 146 км на південь від Галаца.

## Населення
За даними перепису населення 2002 року у місті проживали 70 039 осіб.
Національний склад населення міста:
| Національність            | Кількість осіб | Відсоток |
| ------------------------- | -------------- | -------- |
| румуни                    | 67140          | 95,9%    |
| цигани                    | 2418           | 3,5%     |
| турки                     | 367            | 0,5%     |
| угорці                    | 40             | 0,1%     |
| німці                     | 16             | < 0,1%   |
| росіяни-липовани          | 14             | < 0,1%   |
| китайці                   | 6              | < 0,1%   |
| болгари                   | 4              | < 0,1%   |
| поляки                    | 4              | < 0,1%   |
| італійці                  | 4              | < 0,1%   |
| греки                     | 2              | < 0,1%   |
| євреї                     | 2              | < 0,1%   |
| чанго                     | 2              | < 0,1%   |
| українці                  | 1              | < 0,1%   |
| татари                    | 1              | < 0,1%   |
| серби                     | 1              | < 0,1%   |
| словаки                   | 1              | < 0,1%   |
| вірмени                   | 1              | < 0,1%   |
| не вказали національність | 5              | < 0,1%   |

Рідною мовою назвали:
| Мова       | Кількість осіб | Відсоток |
| ---------- | -------------- | -------- |
| румунська  | 68183          | 97,4%    |
| циганська  | 1625           | 2,3%     |
| турецька   | 165            | 0,2%     |
| угорська   | 25             | < 0,1%   |
| німецька   | 10             | < 0,1%   |
| російська  | 9              | < 0,1%   |
| китайська  | 6              | < 0,1%   |
| італійська | 5              | < 0,1%   |
| болгарська | 2              | < 0,1%   |
| татарська  | 1              | < 0,1%   |
| сербська   | 1              | < 0,1%   |
| грецька    | 1              | < 0,1%   |
| польська   | 1              | < 0,1%   |

Склад населення міста за віросповіданням:
| Релігія                                       | Кількість осіб | Відсоток |
| --------------------------------------------- | -------------- | -------- |
| православні                                   | 69182          | 98,8%    |
| мусульмани                                    | 271            | 0,4%     |
| римо-католики                                 | 149            | 0,2%     |
| п'ятдесятники                                 | 145            | 0,2%     |
| адвентисти                                    | 110            | 0,2%     |
| баптисти                                      | 40             | 0,1%     |
| бретрени                                      | 29             | < 0,1%   |
| греко-католики                                | 23             | < 0,1%   |
| атеїсти                                       | 14             | < 0,1%   |
| реформати                                     | 6              | < 0,1%   |
| лютерани                                      | 6              | < 0,1%   |
| старообрядці                                  | 4              | < 0,1%   |
| не релігійні                                  | 2              | < 0,1%   |
| унітарії                                      | 1              | < 0,1%   |
| лютерани (Синодально-пресвітеріанська церква) | 1              | < 0,1%   |
| юдеї                                          | 1              | < 0,1%   |
| не вказали релігію                            | 23             | < 0,1%   |

## Уродженці
- Марія Кушаріда-Кратунеску — перша жінка-лікар в Румунії.
- Оана Цою — міністерка закордонних справ Румунії.

## Зовнішні посилання
- Дані про місто Келераші на сайті Ghidul Primăriilor [Архівовано 15 травня 2012 у Wayback Machine.]